# إيلين ويلسون
إيلين ويلسون (بالإنجليزية: Eileen Wilson)‏ هي مغنية أمريكية، ولدت في 15 يناير 1923.

## وصلات خارجية
- إيلين ويلسون على موقع IMDb (الإنجليزية)
- إيلين ويلسون على موقع ميوزك برينز (الإنجليزية)